# Saint-Alpinien
Saint-Alpinien település Franciaországban, Creuse megyében. Lakosainak száma 290 fő (2022. január 1.). Saint-Alpinien Aubusson, Bellegarde-en-Marche, La Chaussade, Néoux, Saint-Amand, Saint-Pardoux-le-Neuf és Saint-Silvain-Bellegarde községekkel határos.

## Népesség
A település népessége az elmúlt években az alábbi módon változott:
| Lakosok száma | 344  | 318  | 350  | 291  | 296  | 276  | 273  | 279  | 282  | 290  |
|               | 1968 | 1982 | 1990 | 2006 | 2013 | 2015 | 2017 | 2019 | 2020 | 2022 |